# Gerhard Schrader (Chemiker)
Paul Gerhard Heinrich Schrader (* 25. Februar 1903 in Bortfeld, Niedersachsen; † 10. April 1990 in Wuppertal-Cronenberg) war ein deutscher Chemiker.

## Leben und Werk

Schrader-Formel: Am Phosphoratom ist ein Sauerstoff- oder Schwefelatom doppelt gebunden. X ist ein Halogenid oder Pseudohalogenid. Die Reste R^{1} und R^{2} sind Alkyl-, Alkoxy- oder N,N-Dialkyl-Gruppen. (vereinfachte Strukturformel ohne Stereochemie)

Gerhard Schrader wuchs in Bortfeld, heute zu Wendeburg gehörend, auf und studierte nach der Schule Chemie an der TH Braunschweig. Er wurde 1928 zum Dr.-Ing. promoviert und ging dann zur Bayer AG in die Farbstoffforschung und 1930 ins Hauptlabor nach Leverkusen.
Aus seinen Arbeiten über organische Phosphorsäureester ab 1936 gingen zunächst die gefährlichen Nervengifte Tabun (1936) und Sarin (1938) hervor. Schrader war mit der Entwicklung von Insektiziden beauftragt und versuchte es mit Kombinationen von Phosphorverbindungen mit Cyanid. Bei ersten Versuchen an Vorläufersubstanzen von Sarin vergiftete er sich selbst und war wochenlang ans Bett gefesselt. Das Folgepräparat 9/91 hatte noch dramatischere Wirkungen auf Säugetiere und kam für die Firma als Insektizid nicht mehr in Betracht. Stattdessen gaben sie es an das Militär, das es in einer Giftgasentwicklungsabteilung in der Spandauer Zitadelle untersuchte. Das Nervengas wurde Tabun genannt und Schrader erhielt mit einem Kollegen 50.000 Reichsmark für die Überlassung. 1938 fand er ein für Affen zweimal giftigeres Nervengift, von ihm zunächst Substanz 146 genannt und später Sarin, das er 1939 der militärischen Forschung in Spandau übergab.
Das erste organische Insektizid, TEPP, entwickelte Schrader 1938. Im Jahr 1944 gelang es der Arbeitsgruppe um Schrader, die P=O-Funktion des Phosphorsäuresters in eine P=S-Funktion zu überführen. Diese abgewandelten Thio-Phosphorsäureester sind deutlich weniger toxisch für Säugetiere und fanden bzw. finden großen Absatz als Insektizide und Herbizide.
Schraders Gruppe synthetisierte das Insektizid Parathion – auch als E 605 bekannt.
Auch heute werden noch derartige abgewandelte Thio-Phosphorsäurester als Pflanzenschutzmittel verwendet.
Im Vergleich zu den Insektiziden auf der Basis organischer Chlorverbindungen wie DDT und Lindan sind Thio-Phosphorsäureester im Boden gut biologisch abbaubar.
Schrader wurde von den Alliierten nach dem Krieg zwei Jahre lang in der Festung Kransberg (Taunus) festgehalten, wo er seine Forschungsergebnisse über organische Phosphorsäureester niederschreiben musste. 1949 synthetisierte er mit seinem Team als Erster Cyclosarin, ein weiterer G-Kampfstoff.
1952 fand Schrader mit Mitarbeitern Trichlorfon (TCP). Diese Substanz spaltet bei pH = 5,4 Chlorwasserstoff ab, wobei Dichlorvos (DDVP) entsteht. Mit TCP wurden beispielsweise Rinder behandelt, die Hautbeulen durch eine Fliegenart aufwiesen. TCP ist im Darm nur wenig toxisch und konnte seit 1960 bei Bilharziose einige Zeit eingesetzt werden.

## Ehrungen
Gerhard Schrader wurde 1955 mit der Otto-Appel-Denkmünze ausgezeichnet. Im Jahr 1956 bekam er von der Gesellschaft Deutscher Chemiker für seine hervorragenden Verdienste bei der Auffindung neuartiger Pestizide die Adolf-von-Baeyer-Denkmünze verliehen.